# Carence en fer sans anémie
La carence en fer sans anémie ou carence martiale sans anémie se définit par une carence martiale, un manque de fer, sans anémie.

## Classification
Deux études indiquent que la carence en fer sans anémie n'évolue pas forcément vers une anémie,. Une carence en fer sans anémie pouvant exister sans être une anémie latente, une étude suggère une classification distincte pour cette pathologie.

## Causes
Mêmes causes que dans l'anémie ferriprive.

## Symptômes
Les symptômes de la carence en fer sont très variables car le fer a un rôle important pour des enzymes qui interviennent dans des centaines de réactions biochimiques.    
Certains symptômes sont communs,d'autres sont rares ou très rares.  
L' anémie ferriprive débute habituellement par une carence en fer sans anémie. Mais la carence en fer sans anémie n'est pas une "anémie ferriprive" latente,. Suivant les cas, la carence en fer peut ne jamais évoluer vers une anémie, et rester une carence en fer sans anémie toute la vie,.
La carence en fer sans anémie se présente sous les mêmes symptômes que la carence en fer avec anémie,,, : fatigue, malaises, faiblesse ou baisse de concentration, dyspnée, palpitations, difficulté à avaler, diminution de l'acidité gastrique, atrophie villositaire, pica(géophagie, pagophagie), glossite, ongles cassants.
La carence en fer sans anémie peut aussi être asymptomatique.
La carence en fer avec et sans anémie serait un facteur de risque d'ostéopénie et ostéoporose,,,.
La carence en fer entraine un risque plus élevé de dépression postpartum.
Les troubles de l'humeur, habituellement imputé aux changements hormonaux pendant les règles, pourraient être causés par des niveaux de fer réduits.
Des études ont montré un risque plus élevé de carence en fer sans anémie chez les bébés et enfants sujets aux convulsions fébriles,,,,.
Une anisocytose, différence de taille entre plusieurs cellules sanguines d’une même lignée cellulaire, est souvent présente an cas de carence en fer avec ou sans anémie. L'anisocytose est détéctée par  l'indice de distribution des globules rouges ou IDR supérieur à 15, de l'hémogramme (prise de sang).

## Epidémiologie
Dans une étude, 20% des femmes en âge de procréer présentaient une carence en fer sans anémie (ferritine < 15 μg/l).
Dans le monde, il y a environ 1 milliard de cas de carence en fer sans anémie.
Il y a bien plus de cas de carence en fer sans anémie que de carence en fer avec anémie.

## Diagnostic
Le diagnostic se fait par une prise de sang et la réalisation d'un hémogramme.
Une analyse de sang avec la ferritine peut ne pas être suffisante, et être complémentée avec le coefficient de saturation de la transferrine, le récepteur soluble de transferrine (sTfr), et l'hepcidine. Savoir à partir de quelle concentration de ferritine il y a carence en fer est peut être difficile à déterminer.
Une étude indique que si les symptômes correspondent à ceux d'une carence en fer, le patient devrait être considéré déficient en fer si la ferritine est inférieure à 100 μg/L, voir plus en cas de condition inflammatoire.
Le dosage de l'hepcine est attendu dans le futur dans le but de différencier une carence en fer vraie d’une carence en fer par séquestration.
Une étude remet en question les valeurs de références de la ferritine et de l'hémoglobine, utilisés pour déterminer la carence en fer. Car selon l'étude, avoir des valeurs de référence différentes concernant l'hémoglobine et la ferritine pour les hommes et les femmes n'est pas justifié.
La synthèse de transferrine est augmentée, le taux d'hémoglobine peut être réduit, le VGM (volume globulaire moyen) est réduit, la TCMH (teneur corpusculaire moyenne en hémoglobine) est réduite, l'IDR (indice de distribution des globules rouges) est élevé (Anisocytose), le RsTf (récepteur soluble à la Transferine) est augmenté, et la ferritine est basse.
Parfois, connaitre la concentration de l'hepcidine peut être utile.
Avant un hémogramme avec évaluation du fer sérique et de la transferrine, un jeûne de 10 heures (et sans supplément de fer) est nécessaire.

## Traitement
Une étude indique que le traitement avec du fer devrait être donné 6 à 12 mois, au lieu de la pratique habituelle consistant à quelques mois.